# 大分大学
大分大学（おおいただいがく、英語: Oita University）は、大分県大分市大字旦野原700番地に本部を置く日本の国立大学。1921年創立、1949年大学設置。大学の略称は分大（ぶんだい）。

## 概観
大分大学は旧大分医科大学と合併したことにより発足した総合大学であり、現在は教育学部、経済学部、医学部、理工学部、福祉健康科学部の5学部を有する。
同学校には、『大分大学の基本理念』、『教育の目標』、『研究の目標』、『社会貢献の目標』、『運営の方針』を掲げている。

## 沿革
- 1921年（大正10年） - 大分高等商業学校が設置される。
- 1943年（昭和18年） - 大分師範学校が設置される。
- 1944年（昭和19年） - 大分青年師範学校が設置される。大分高等商業学校が大分経済専門学校に改称。
- 1949年（昭和24年）5月31日 - 新制「大分大学」が発足。学芸学部・経済学部の2学部を設置。

大分経済専門学校・大分師範学校・大分青年師範学校を包括し、在学生が卒業するまで存続。
- 1951年（昭和26年）3月 - 大分経済専門学校・大分師範学校・大分青年師範学校を廃止。
- 1966年（昭和41年）4月 - 学芸学部を教育学部に改称。
- 1969年（昭和44年） - 旦野原地区に統合移転を完了。
- 1972年（昭和47年）4月 - 工学部を設置。
- 1976年（昭和51年）4月 - 大分医科大学を設置。
- 1981年（昭和56年）10月 - 大分医科大学附属病院が開院。
- 1989年（平成元年）4月 - 教育学部に教員養成を主な目的としない[注 1]情報文化社会課程を設置。
- 1997年（平成9年）4月 - 教育学部に福祉人間科学課程を設置。
- 1999年（平成11年）4月 - 教育学部を教育福祉科学部に改称。
- 2002年（平成14年）4月 - 福祉に焦点をあてた福祉社会科学研究科（大学院）を設置（国立大学の人文社会系として初）。
- 2003年（平成15年）10月 - （旧）大分大学と大分医科大学が統合され、（新）大分大学発足。大分医科大学附属病院を「大分大学医学部附属病院」に改称。
- 2004年（平成16年）4月 - 国立大学法人化。
- 2016年（平成28年）4月 - 教育福祉科学部を改組（2015年（平成27年）8月に申請が認可された[2]）。
  - 教育福祉科学部のゼロ免課程（情報社会文化、人間科学福祉の2課程）の募集を停止し、学校教員養成に特化。学部名を「教育学部」とする。
  - 「福祉健康科学部」を新設。募集停止する教育福祉科学部2課程の教育研究の一部を引き継ぐ[3]。
  - 教職大学院を新設。
  - 工学研究科を改組。
- 2017年（平成29年）4月 - 工学部を改組し、理工学部を設置。
- 2023年（令和5年）4月 - 医学部に「先進医療科学科」を開設。医学部への新学科増設は1994年度の看護学科以来で、2020年6月30日、当時の北野正剛学長が「医学部に医療技術者らを育成するメディカル・イノベーション学科（仮称）を新設する構想がある」と発表していた。
- 2024年　(令和6年)　4月 - 経済学部を改組し、「総合経済学科」を設置。従来の4学科から、経済分析・政策コース、IBPコース[注 2]、会計コース、社会イノベーションコース、生活・仕事創造コース、地域経営・法コースからなる1学科6コース体制へと変更される[4]。

## 基礎データ

### 所在地
- 旦野原キャンパス（大分市大字旦野原）
- 挾間キャンパス（大分県由布市挾間町）
- 王子キャンパス（大分市王子新町）

### 象徴

#### シンボルマーク
Oita Universityの頭文字「OU」をモチーフに、2つの円でデザインされている。旧大分大学と旧大分医科大学の統合を機に一般公募され、2007年に新しく制定された。

#### 学歌
3番からなる曲が学歌として存在する。旧大分大学と旧大分医科大学の統合を機に一般公募され、2007年に新しく制定された。

## 組織

### 学部
- 教育学部（2016年4月に教育福祉科学部から改組）
  - 学校教育教員養成課程[注 3]
    - 小学校教育コース
    - 特別支援教育コース
- 教育福祉科学部（2016年4月に募集停止）
  - 学校教育課程
    - 発達教育コース （教育学・教育心理学・幼年教育の3選修）
    - 特別支援教育コース
    - 教科教育コース （国語・数学・理科・社会・音楽・美術・保健体育・技術・家庭科・英語の10選修）

  - 情報社会文化課程 （教員養成を主な目的としない[注 4]）
    - 社会文化コース
    - 情報教育コース
    - 総合表現コース

  - 人間福祉科学課程 （教員養成を主な目的としない[注 4]）
    - 社会福祉コース - 高等学校教員免許状（福祉）を取得できる。
    - 心理健康福祉コース
    - 生活環境福祉コース

- 経済学部[注 5]
  - 総合経済学科（2024年度から）
    - 経済分析・政策コース
    - IBPコース
    - 会計コース
    - 社会イノベーションコース
    - 生活・仕事創造コース
    - 地域経営・法コース

（2023年度まで）
- 経済学科
- 経営システム学科
- 地域システム学科
- 社会イノベーション学科（2017年度入学生から）

- 医学部 （旧：大分医科大学）
  - 医学科[注 9]
  - 看護学科[注 10]
  - 先進医療科学科（2023年開設)[5]
    - 生命健康科学コース
    - 臨床医工学コース
- 理工学部（2017年（平成29年）4月に工学部から改組）[6]
  - 創生工学科
    - 機械コース
    - 電気電子コース
    - 福祉メカトロニクスコース
    - 建築学コース

  - 共創理工学科
    - 数理科学コース
    - 知能情報システムコース
    - 自然科学コース
    - 応用化学コース
- 工学部（2017年4月に募集停止）
  - 機械・エネルギーシステム工学科
  - 電気電子工学科
  - 知能情報システム工学科
  - 応用化学科
  - 福祉環境工学科
- 福祉健康科学部（2016年4月に設置）[7]
  - 福祉健康科学科
    - 理学療法コース
    - 社会福祉実践コース
    - 心理学コース

教育福祉科学部情報社会文化課程、人間福祉科学課程の教育研究の一部を引き継いで新設された。

### 大学院
- 教育学研究科
  - 修士課程
    - 学校教育専攻 - 2016年（平成28年）4月に従来の学校教育専攻及び教科教育専攻を再編した課程となり、2019年度（平成31年度）まで設置される予定[8]。
      - 学校教育コース
      - 臨床心理士コース

  - 専門職学位課程（教職大学院）
    - 教職開発専攻- 2016年（平成28年）4月に設置[8]。
      - 学校経営コース
      - 教職実践コース
- 経済学研究科
  - 博士前期課程
    - 経済社会政策専攻
    - 地域経営政策専攻

  - 博士後期課程
    - 地域経営専攻
- 医学系研究科
  - 修士課程
    - 医科学専攻
    - 看護学専攻

  - 博士課程
    - 医学専攻
    - 理学療法学専攻
- 工学研究科
  - 博士前期課程
    - 工学専攻（2016年（平成28年）4月設置）[9]
      - 機械エネルギー工学コース（機械・エネルギーシステム工学専攻を改組）
      - 電気電子工学コース（電気電子工学専攻を改組）
      - 知能情報システム工学コース（知能情報システム工学専攻を改組）
      - 応用化学コース（応用化学専攻を改組）
      - 福祉環境工学建築学コース（建設工学専攻を改組）
      - 福祉環境工学メカトロニクスコース（福祉環境工学専攻を改組）

  - 博士後期課程
    - 工学専攻（2016年（平成28年）4月設置）[9]
      - 物質生産工学コース（物質生産工学専攻を改組）
      - 環境工学コース（環境工学専攻を改組）
- 福祉健康科学研究科
  - 修士課程
    - 健康医科学コース
    - 福祉社会科学コース
    - 臨床心理学コース

### 附属機関
- 学術情報拠点
  - 図書館
  - 医学図書館
  - 情報基盤センター
  - 医学情報センター
- 学内共同教育研究施設
  - 全学研究推進機構
  - 産学官連携推進機構
  - COC＋推進機構
  - 国際教育研究センター
  - 福祉科学研究センター
  - 高等教育開発センター
  - 入学企画支援センター
  - 減災・復興デザイン教育研究センター
- 保健管理センター
- 学部附属施設
  - 教育学部
    - 附属幼稚園
    - 附属小学校
    - 附属中学校
    - 附属特別支援学校
    - 附属教育実践総合センター

  - 医学部 
    - 附属病院
    - 附属医学教育センター
    - 附属地域医療学センター
    - 附属先端分子イメージングセンター
    - 附属臨床医工学センター

  - 理工学部
    - 廃液処理施設

## 学生生活

### サークル活動
大分大学には約80の大学公認サークル・同好会が存在する。運動系公認サークルの総括本部として体育会、文化系公認サークルの総括本部として文化会が組織されている。その他に準公認・非公認のサークルが多数存在する。

#### 交歓祭
例年6月頃、文化会によって交歓祭が開催される。一般向けにイベントホールで文化系サークルの演奏会・展示会が実施される。

### 大学祭
大学祭としては蒼稜祭と医学部祭の2つがある。

#### 蒼稜祭
例年10月末頃に旦野原キャンパスで開催される。一般にも開放されミスコンなどのステージイベントや展示、模擬店などが行われる。旧大分大学の「開学祭」（5月）の流れを汲む行事で、旧大分医科大学との統合により2004年に現在の開催時期となり名称も「聡明祭」に変更された。2012年に経済学部90周年、工学部40周年、東日本大震災、九州北部豪雨を受けて現在の「蒼稜祭」に改称された。

#### 医学部祭
例年10月頃に挾間キャンパスで開催される。一般にも開放され医学部ならではの医療展やステージイベント、模擬店などが行われる。旧大分医科大学の「医大祭」の流れを汲む行事で、旧大分大学との統合により2003年に現在の「医学部祭」に改称された。

## 大学関係者と組織

### 大学関係者組織

#### 同窓会
- 教育福祉科学部・教育学研究科 - 「豊友会」（ほうゆうかい）
- 経済学部・経済学研究科 - 「四極会」（しわすかい）
- 工学部・工学研究科 - 「翔工会」（しょうこうかい）
- 医学部
  - 医学科・医学研究科 - 「玉樹会」（ぎょくじゅかい）
  - 看護学科 - 「桜樹会」（おうじゅかい）
- 福祉健康科学学部・福祉健康科学研究科 - 「福輪会」（ふくりんかい）

## 施設

### 旦野原キャンパス
所在地
大分市大字旦野原（だんのはる）700番地 （北緯33度10分32.5秒 東経131度36分47.1秒 / 北緯33.175694度 東経131.613083度）
使用施設
- 大学本部
- 学部 - 教育学部、経済学部、理工学部、福祉健康科学部
- 大学院 - 教育学研究科、経済学研究科、工学研究科、福祉社会科学研究科
- その他 - 学生寮、ファミリーマート大分大学旦野原店

交通アクセス
- 最寄りの鉄道駅 - JR九州 豊肥本線大分大学前駅
- 最寄りのバス停 - 大分バス 「大分大学正門」「大分大学（構内）」バス停
- 最寄りの道路 - 国道10号

周辺
- 大分市立稙田東中学校
- 大分市立鴛野小学校
- 敷戸簡易郵便局
- 陸上自衛隊 大分分屯地

### 挾間キャンパス
所在地
由布市挾間町（はさま）医大ヶ丘一丁目1番地 （北緯33度12分36.7秒 東経131度32分10.8秒 / 北緯33.210194度 東経131.536333度）
使用施設
- 学部 - 医学部
- 大学院 - 医学系研究科
- 付属施設 - 大分大学医学部附属病院、なかよし保育園
- その他 - 構内に大分医大ヶ丘簡易郵便局がある。

交通アクセス
- 最寄りのバス停 - 大分バス 「大学病院前」バス停（JR九州大分駅からバスが出ている。）
- 最寄りの道路 - 大分県道207号大分挾間線 （医大バイパス）、大分県道601号小挾間大分線

周辺
- 由布市立由布川小学校・幼稚園
- 別府大学短期大学部大分キャンパス・放送大学大分学習センター
- 大分東野台郵便局
- ローソン 大分医科大前店
- ドラッグイレブン大分医大店

### 王子キャンパス
所在地
大分市王子（おうじ）新町1番1号 （北緯33度14分14.6秒 東経131度35分31.4秒 / 北緯33.237389度 東経131.592056度）
使用施設
- 大分大学教育福祉科学部附属幼稚園・小学校・中学校・特別支援学校

交通アクセス
- 最寄りの鉄道駅 - JR九州大分駅
- 最寄りのバス停 - 大分バス・大分交通「附属中学校前」「附属特別支援学校前」バス停
- 最寄りの道路 - 国道10号

周辺
- 大分県立図書館
- 大分市総合運動公園
- 大分県立大分西高等学校
- 大分市立王子中学校
- 明林堂書店大分本店

## 対外関係

### 他大学との関係
国内・学術交流等協定校
- 放送大学学園[12]
- 日本文理大学

国際・学術交流等協定校
- テキサス大学オースティン校（アメリカ・テキサス州）
- サンフランシスコ州立大学（アメリカ・カリフォルニア州）
- サンディエゴ州立大学（アメリカ・カリフォルニア州）
- アーカンソー大学フォートスミス校（英語版）（アメリカ・アーカンソー州）
- メリーランド大学ボルティモア校（英語版）（アメリカ・メリーランド州）
- ノースカロライナ大学シャーロット校（英語版）（アメリカ・ノースカロライナ州）
- 江陵原州大学校（韓国）
- 釜山大学校（韓国）
- 嶺南大学校（韓国）
- 高麗大学校（韓国）
- 梨花女子大学校（韓国）
- ソウル女子大学校（韓国）
- 南ソウル大学校（韓国）
- 韓国交通大学校（韓国）
- 西京大学校（韓国）
- 順天大学校（韓国）
- 培材大学校（韓国）
- 嘉泉大学校（韓国）
- 江南大学校（韓国）
- 対外経済貿易大学（中国・北京市）
- 遼寧師範大学（中国・遼寧省・大連市）
- 江漢大学（中国・湖北省・武漢市）
- 華中科技大学（中国・湖北省・武漢市）
- 中南財経政法大学（中国・湖北省・武漢市）
- 河北師範大学（中国・河北省）
- 深圳大学（中国・広東省・深圳市）
- 南陽理工学院（中国・河南省）
- 香港大学（中国・香港）
- 東海大学（台湾）
- バーススパ大学（イギリス）
- パダボーン大学（ドイツ）
- ティルブルグ大学（オランダ）
- メーラダーレン大学（スウェーデン）
- オスロ大学（ノルウェー）
- カーロリ・ガーシュパール・カルビン派大学（ハンガリー）
- ポルトカレンセ大学（ポルトガル）
- バンドン工科大学（インドネシア）
- チェンマイ大学（タイ）
- コンケン大学（タイ）
- サントドミンゴ自治大学（ドミニカ共和国）
- 西オーストラリア大学（オーストラリア）
- サン・ラザロ病院（フィリピン共和国）
- セントルークス病院（フィリピン）

部局間学術交流等協定校
- 医学部
  -  中国人民解放軍軍医進修学院（中国）
  -  河北医科大学（中国・河北省）
  -  ルイス・エドワルド・アイバール病院（ドミニカ共和国）

## 社会との関わり

### ラジオ番組
エフエム大分にて『BUNDAI Radio ACADEMY』が2011年11月3日に放送開始。当初は毎週木曜日の『SCHOOL OF LOCK!』放送時間内の5分の教養ミニ番組であったが、後に独立して木曜21:30〜21:55の放送となり、2013年3月まで放送された。
2018年4月からは、OBSラジオにて『BUNDAIラジオ』が放送開始した。毎週日曜日の16時から16時30分までの30分番組である。出演者は、大分大学卒業生のOBSアナウンサーと、大分大学放送部の学生パーソナリティ3名である。ゲストとして北野学長や大分大学OB・OG、現役大分大学生を迎えている。2019年10月の放送からパーソナリティ陣が代替わりした。

### 産学連携
- 2008年5月　ザイナスと共同でスポーツ映像分析システムを開発[15]
- 2013年10月 - アデランスと共同で抗癌剤脱毛の予防に関する研究を開始[16]。
- 2015年4月 - 東芝と共同で認知症の予防に関する研究を開始[17]。
- 2019年
  - 2月 - 宇宙航空研究開発機構（JAXA）および3大学1企業と共同で、世界最高クラスの効率の小型モーターを開発[18]。
  - 7月 - SAPジャパンおよびザイナスとの共同により、ドローンによる被災状況分析で救出・復旧作業を支援するシステムの開発を開始[19]。
  - 7月 - 大分大学発の医療分野のスタートアップである大分大学先端医学研究所が第一三共とペプチドリガンドの低分子化に関する共同研究の契約を締結[20]。
- 2020年10月 - 研究者が複数の組織に在籍できるクロスアポイントメント制度の適用で、第一交通産業およびデンケンとそれぞれ協定締結[21]。

## 不祥事

### 医学部におけるアカデミック・ハラスメント
医学部の40歳代の男性准教授が、2010年4月から9月にかけ、自分の研究室に所属する学生のレポートを学内に掲示し「このような内容では駄目だ」と中傷したり、実習着姿の学生を「コスプレか」と揶揄したりしたため、この准教授の授業を受けていた学生が多数授業の出席を拒否するようになった上、同年9月に大学側に苦情を申し立てた。大学側は2011年11月17日にこの准教授を戒告の懲戒処分とした。

### 経済学部におけるアカデミック・ハラスメント
2015年2月に起きた経済学部の学生の自殺について、第三者委員会は2016年12月に、所属していたゼミ担当の元講師（37歳）によるアカデミックハラスメントが自殺の原因であるとする報告書を発表した。元講師は2014年7月からLINEを使ってこの学生を何度も叱責していた。検討委員会はまた、別のゼミ生が元講師の指導に問題があることを、指導する立場にある准教授に相談していたにもかかわらず、大学が十分な調査を行っておらず、大学側に学生の安全に配慮する注意義務違反があったと指摘した。2017年1月30日、大学は安全配慮義務を尽くさなかったとして元講師の上司にあたる男性准教授（30代）と前経済学部長（50代）を文書訓告の懲戒処分とした。

### 医学部看護学科におけるパワーハラスメント、アカデミック・ハラスメント
2018年11月19日 - 医学部看護学科の女性教授（50代）が、2016年度から2017年度にかけて，当該学科所属の女性助教2人と女性助手1人に対し、演習を助教に押しつけたり、意に反する学会参加を要求したりした。このほか食事の席で、服装や髪形をからかうような、セクハラと捉えられる発言もした。また専門学校を卒業後、放送大学で学位を取得した助教に対して、他の教員がいる会議で「四年制大学を出ていないから（物事を）分かっていない」などと学歴を侮辱する発言もした。女性教授から同様の被害を受けた11名の学生が大学に苦情を申し立てたことによって発覚した。大学は2018年11月19日付で女性教授を戒告の懲戒処分とした。

### 福祉健康科学部教授による旅費の二重請求、カラ出張
福祉健康科学部の学部長の男性教授（52歳）が、2013年度～2018年度に架空請求による目的外使用、故意による旅費の二重請求及び実態を伴わない旅費の請求架空請求を行い、公的研究費を不正に受給した。不正に支出された研究費は総額102万1,670円（運営費交付金：432,610円、科学研究費助成事業（科研費）：546,710円、受託事業費：42,350円）。2018年12月に不正が発覚。男性教授は学部長職を辞任した。大学は2019年3月20日付で男性教授を停職（10ヵ月）の懲戒処分とした。また、この事案に関し、学長、関係理事及び監事が給与の一部（学長10％1か月、関係理事及び監事5％1か月）を自主返納した。

### 経済学部の学生による強制わいせつ事件
2017年１月８日午前３時ごろ、経済学部４年の男子学生が大分市内の居酒屋で店員の従業員女性（19）に対し、トイレ内で体を触るなどのわいせつな行為をし、「強制わいせつ」の疑いで大分中央署に逮捕された。被害女性が飲食店を通じて被害届を出したことで発覚した。服の中に手を入れて体を触り、その様子をスマートフォンで撮影した疑い。学生は、友人ら（大分大生を含む。）と居酒屋を訪れていたという。

### 経済学部学部長選考における学長の介入
2019年の経済学部学部長選において、学長は経済学部教授会が事前に推薦した人物ではなく、別の人物を同年10月１日付で任命した。大分大は2014年まで各学部の教授会が選挙で学部長を決めていたが、2015年に規定を変更。学長を任命権者とし「学部長の変更に当たっては学部などの意見を聴く」とした。一方、経済学部教授会は独自に「選挙で学部長候補者を決める」と教授会要項に規定していた。教員OBなどの反発を受けた大学は調査・検証委員会を設置した。同年11月25日には、「学生有志一同」と名乗る文書が新学長のもとに届いた。「学長は意見も聞かず任命し、民主主義のルールを破った」「学部長を辞任して混乱を収拾し、信頼を取り戻してください」などと書かれていたという。翌日26日、新学長は「手続きにのっとり適正に学部長に就任した」「自主的、主体的に実名で主張を展開していただくよう『学者』『教育者』として付言させていただく」という趣旨のメールを全学部生約1200人に送信した。教授会はこれを問題視し、新学長は12月３日に学生向け説明会を開き、謝罪した。

### 教育学部教授による出張旅費の不正受給
2021年９月22日、教育学部の50代男性教授が2015年５月から2018年６月までの３年間にわたり架空の出張旅費５件を申請したほか、出張内容とは異なる虚偽の報告書を提出し、国から約24万円の補助金を不正に受給していたことが発覚。

### その他不祥事

#### 教職員による不祥事
- 2019年3月 - 医学部の元男性教授（66歳）（退職済み）が寄付金を私的流用し、高級家具を購入。大学は「停職処分相当」にしたとした（退職しているので懲戒処分ではない）[33]。